# NGC 3412
NGC 3412 je čočková galaxie v souhvězdí Lva. Objevil ji William Herschel 8. dubna 1784. Od Země je vzdálená přibližně 37 milionů světelných let a je členem Skupiny galaxií M 96.
Na obloze se dá najít i menším hvězdářským dalekohledem 1,3° jihovýchodně od hvězdy 52 Leonis. Větší dalekohled ukáže její jasné jádro a okolní eliptické halo.